# Talia Shire
Talia Rose Coppola, coneguda com a Talia Shire (Lake Success, Nova York, 25 d'abril de 1946), és una actriu estatunidenca. Els seus papers més coneguts són com a Connie Corleone en El Padrí i Adrianna Pennino Balboa en la saga de Rocky.

## Biografia
Talia Rose Coppola va néixer a Lake Success, Nova York, filla d'Italia Pennino Coppola i del compositor Carmine Coppola. És germana del director i productor Francis Ford Coppola i tia de l'actor Nicolas Cage i de la directora Sofia Coppola. Es va casar amb el músic David Shire, amb el qual va tenir un fill, Matthew Orlando Shire. Va tenir altres dos fills: Jason Schwartzman i Robert Schwartzman (vocalista de Rooney i del projecte en solitari SoloBob), del seu segon matrimoni amb el productor Jack Schwartzman.
Shire va saltar a la fama gràcies a ser germana del productor Francis Ford Coppola, que li va donar el paper de Connie Corleone en El padrí (1972) i El Padrí II (1974). En el primer lliurament, el seu gran paper li va valer la primera de les dues nominacions als premis Oscar.
El 1976, consolidaria la seva condició d'actriu de caràcter en acceptar el paper d'Adrianna Pennino Balboa, a la qual anomenen amb el nom masculí Adrian, l'esposa del boxador Rocky Balboa (Sylvester Stallone), pel qual obtindria una segona nominació als Oscar. Seguiria fent el paper d'Adrianna en la sèrie de pel·lícules de Rocky. Seria l'esposa de Rocky Balboa en la saga fins al seu cinquè lliurament, per al sisè i fins ara, últim lliurament de la franquícia (Rocky Balboa), estrenada el 2006, el personatge que interpreta Shire (Adrian) mor, però Shire apareix en la pel·lícula, mitjançant flashbacks.
Segons el Rocky Scrapbook (llibre de retallades de Rocky), la primera actriu triada per al paper d'Adrianna Pennino (Balboa després) va ser Carrie Snodgress, però per falta d'acord econòmic va ser rebutjada. La prova de Talia Shire va impressionar tant Stallone com els productors. El seu aspecte, la seva interpretació, la seva bellesa i fins i tot la seva veu la convertirien en la perfecta Adrianna Pennino.

## Filmografia
Filmografia:

### Actriu
- 1968: The Wild Racers
- 1970: Maxie
- 1970: L'horror de Dunwich (The Dunwich Horror)
- 1971: The Christian Licorice Store
- 1971: Gas! -Or- It Became Necessary to Destroy the World in Order to Save It
- 1972: Un homme est mort
- 1972: El Padrí (The Godfather)
- 1974: El Padrí II (The Godfather: Part II)
- 1975: Foster and Laurie
- 1976: Rocky
- 1976: Rich Man, Poor Man (minisèrie)
- 1976: Doctors' Hospital (sèrie de televisió)
- 1977: Kill Me If You Can
- 1978: Daddy, I Don't Like It Like This
- 1979: La profecia (Prophecy)
- 1979: Rocky 2
- 1979: Old Boyfriends
- 1980: Windows
- 1982: Rocky 3
- 1985: Rocky IV
- 1986: Hyper Sapien: People from Another Star
- 1986: Rad
- 1987: Blood Vows: The Story of a Màfia Wife
- 1989: Històries de Nova York (New York Stories)
- 1990: El Padrí III (The Godfather: Part III)
- 1990: Rocky V
- 1991: Mark Twain and Me
- 1991: Bed & Breakfast
- 1991: Cold Heaven
- 1992: For Richer, for Poorer
- 1993: Chantilly Lace
- 1993: Caiguda mortal (Deadfall)
- 1997: She's Sota Lovely
- 1997: Born Into Exile
- 1997: A River Made to Drown In
- 1998: The Landlady
- 1998: Caminho dos Sonhos
- 1998: Can I Play?
- 1998: Divorce: A Contemporary Western
- 1999: Palmer's Pick Up
- 1999: Lured Innocence
- 2000: The Visit
- 2001: The Whole Shebang
- 2002: Pots besar la núvia (Kiss The Bride)
- 2003: Dunsmore
- 2003: Family Tree
- 2004: Estranyes coincidències (I Heart Huckabees)
- 2005: Pomegranate
- 2006: Rocky Balboa (flashbacks)
- 2007: Christmas at Cadillac Jack's
- 2007: Blue Smoke
- 2007: Homo Erectus
- 2008: Scratching the Surface
- 2008: Pizza with Bullets
- 2008: Looking for Palladin
- 2009: C.F.
- 2009: Dim Sum Funeral
- 2015: Shadows from the Sky

### Productora
- 1998: The Landlady
- 1987: Lionheart
- 1986: Hyper Sapien: People from Another Star...

### Directora
- 1995: One Night Stand

## Premis i nominacions

### Oscar
| Any  | Categoria                | Pel·lícula  | Resultat  |
| ---- | ------------------------ | ----------- | --------- |
| 1976 | Millor actriu            | Rocky       | Candidata |
| 1974 | Millor actriu secundària | El Padrí II | Candidata |

### Globus d'Or
| Any  | Categoria               | Pel·lícula | Resultat  |
| ---- | ----------------------- | ---------- | --------- |
| 1977 | Millor actriu dramàtica | Rocky      | Candidata |

### Golden Raspberry
| Any  | Categoria                       | Pel·lícula | Resultat  |
| ---- | ------------------------------- | ---------- | --------- |
| 1990 | Razzie a la pitjor actriu       | Rocky      | Candidata |
| 1985 | Premi Razzie a la pitjor actriu | Rocky IV   | Candidata |
| 1980 | Premi Razzie a la pitjor actriu | Windows    | Candidata |